# Камінський Євген Євменович
Євген Євменович Камінський (нар. 10 лютого 1950, Непедівка — пом. 18 лютого 2011, Київ) — український історик, політолог, журналіст, фахівець у галузі міжнародних відносин, доктор історичних наук з 1993 року, професор з 1999 року; заслужений діяч науки і техніки України з 2008 року.

## Біографія
Народився 10 лютого 1950 року в селі Непедівці Козятинського району Вінницької області. 1972 року закінчив Київський педагогічний інститут іноземних мов. У 1974—1980 роках працював як журналіст-міжнародник у Товаристві культурних зв'язків з українцями за кордоном. У 1980—1991 роках займав посади молодшого знаукового співробітника, старшого наукового співробітника й провідного наукового співробітника, завідувача відділом Інституту соціальних та економічних проблем зарубіжних країн АН УРСР, від 1991 року — завідувач відділом Америки. Кандидат історичних наук з 1983 року. 1993 року захистив докторську дисертацію за спеціальністю «Всесвітня історія». З 1997 року — завідувач відділом європейських та американських досліджень Інституту світової економіки і міжнародних відносин НАНУ; від 2001 року — завідувач відділу трансатлантичних досліджень.
Помер в Києві 18 лютого 2011 року.

## Наукова діяльність
Вивчав проблеми системного протиборства й психологічної війни в двополюсному світі, від 1989 року досліджував зовнішню політику США, Російської Федерації, політичні аспекти міжнародної інтеграції, проблеми внутрішньополітичного розвитку латиноамериканських країн. Спеціальний напрям досліджень — еволюція політики США, РФ та великих держав Західної Європи в українському питанні й щодо України після здобуття нею незалежності. Праці:
- Від конфронтації до нового мислення. — Київ, 1989 (у співавтортві);
- Україна між Сходом і Заходом: погляд з України. — Київ, 1994 (українською та англійською мовами, у співавторстві);
- США і Україна на шляху до партнерства. — Київ, 1994 (у співавторстві);
- Україна-Росія: між стратегічним партнерством і конфліктністю. — Київ, 1997 (серія «Зовнішньополітичні стратегії», випуск 39; у співавторстві);
- Ukraine and European Security / Ed. by David E. Albright and Semyen J. Appatov. — London, 1999 (у співавторстві);
- Політика США щодо України. Витоки, концептуальні основи, практична еволюція. — Київ, 1998 (у співавторстві).
- Інформаційна політика України. Київ, 2007.

Автор статей до Української дипломатичної енциклопедії.